# Linos de Thrace
Pour les articles homonymes, voir Linos.

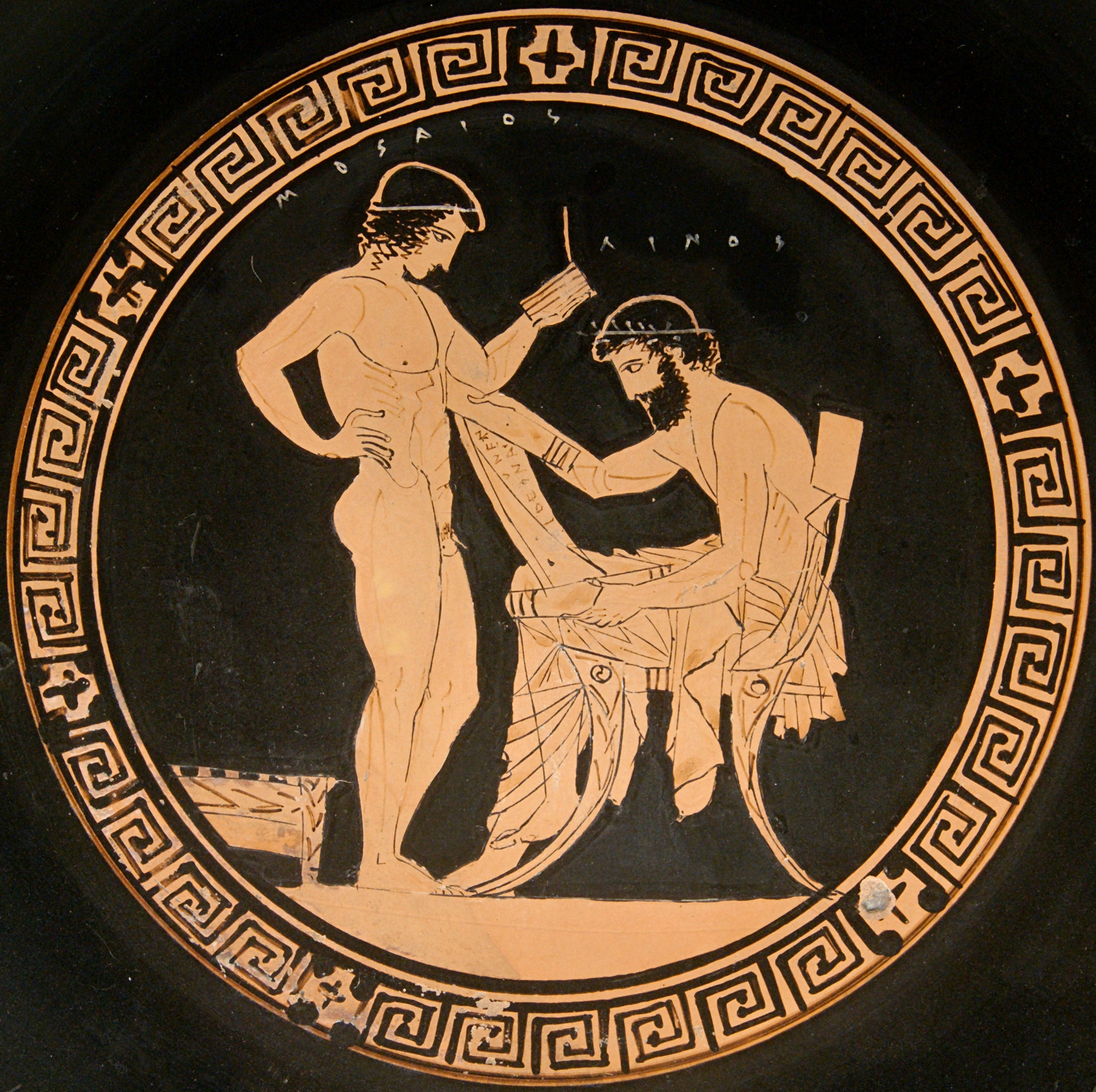
Linos (à droite) et son élève Musée, médaillon d'un kylix du Peintre d'Érétrie, musée du Louvre

Dans la mythologie grecque, Linos (en grec ancien Λίνος), parfois donné comme Linos de Thrace, est un demi-dieu, souvent vu comme le fils d'une Muse. Joueur de lyre hors pair, il est tué par son élève et oncle Héraclès.

## Famille
Linos est partiellement confondu avec Linos, fils d'Uranie et d'Amphimaros (lui-même fils de Poséidon), inventeur de la musique et de la poésie en vers.
La filiation de Linos varie dans les sources anciennes, bien qu'il soit le plus souvent donné comme le fils d'une muse. Il est ainsi donné comme fils de : (1) la Muse Calliope et Œagre ou Apollon, (2) la muse Uranie et Apollon, (3) Uranie et Amphimaros, fils de Poséidon,, (4) le dieu-fleuve Isménos, (5) Uranie et Hermès,, (6) la muse Terpsichore et Apollon, (7) la muse Clio et Magnès (en), ( 8) Pierus (en), (9) Apollon et Éthuse, fille de Poséidon et enfin (10) Apollon et Chalciope. Avec diverses généalogies données, Linus était généralement représenté comme le frère d'un autre musicien, le célèbre Orphée. Certains récits font plutôt de ce dernier son arrière-petit-fils par l'intermédiaire de Pierus, père d'Œagre.
| Relation        | Noms                         | Sources | Sources | Sources    | Sources | Sources   | Sources   | Sources | Sources | Sources | Sources | Sources      |
| --------------- | ---------------------------- | ------- | ------- | ---------- | ------- | --------- | --------- | ------- | ------- | ------- | ------- | ------------ |
| Relation        | Noms                         | Homère  | Hésiode | Apollodore | Hygin   | Pausanias | Pausanias | Diogène | Souda   | Tzétzès | Tzétzès | Contestation |
| Parents         | Éthuse et Apollon            | ✓       |         |            |         |           |           |         |         |         |         | ✓            |
| Parents         | Uranie                       |         | ✓       |            |         |           |           |         |         |         |         |              |
| Parents         | Calliope et Œagre ou Apollon |         |         | ✓          |         |           |           |         |         |         |         |              |
| Parents         | Uranie et Apollo             |         |         |            | ✓       |           |           |         |         |         |         |              |
| Parents         | Uranie et Amphimaros         |         |         |            |         | ✓         |           |         | ✓       |         |         |              |
| Parents         | Isménos                      |         |         |            |         |           | ✓         |         |         |         |         |              |
| Parents         | Uranie et Hermès             |         |         |            |         |           |           | ✓       | ✓       |         |         |              |
| Parents         | Terpsichore et Apollon       |         |         |            |         |           |           |         | ✓       |         |         |              |
| Parents         | Éthuse                       |         |         |            |         |           |           |         | ✓       |         |         |              |
| Parents         | Clio et Magnès (en)          |         |         |            |         |           |           |         |         | ✓       |         |              |
| Parents         | Pierus (en)                  |         |         |            |         |           |           |         |         |         | ✓       |              |
| Frères et sœurs | Orphée                       |         |         | ✓          |         |           |           |         |         |         |         |              |
| enfants         | Pierus                       |         |         |            |         |           |           |         | ✓       |         |         |              |

## Mythe

### Vie
Il est connu comme étant un grand joueur de lyre et possède de nombreux disciples, parmi lesquels Orphée (qui selon d'autres traditions est son frère), Thamyris et Héraclès.

### Mort
Il existe deux principales versions de la mort de Linos. La première, mentionnée notamment par Pausanias le Périégète, indique que Linos, imbu de son talent, finit par vouloir se comparer au dieu Apollon, qui le frappe de ses flèches. La forme de Linos reste sous forme d'empreinte dans un rocher creusé en forme de grotte situé non loin du mont Hélicon, la demeure des Muses. Pausanias mentionne des sacrifices offerts en mémoire de Linos et plusieurs mentions du personnage, parfois nommé Oetolinos, chez des auteurs comme Homère et Sappho.
Une autre version de la mort de Linos en fait une victime d'Héraclès au moment où ce dernier est son élève. Héraclès se révèle un élève médiocre, lent à comprendre les subtilités de la musique. Un jour Linos le frappa, Héraclès furieux tue son maître – selon les versions, en le frappant avec sa lyre,,, son plectre, une pierre ou un tabouret.